# Fundació Phonos
La Fundació Phonos, també coneguda simplement com a Phonos, és una institució pionera a Espanya en l'àmbit de la música electroacústca. Neix al 1974 de la mà de Josep Mestres Quadreny, Andrés Lewin-Richter i Lluís Callejo. Gabriel Brncic hi crea la seva escola per la qual passaran la major part dels músics electroacústics del país. Des de l'any 1994 la Fundació està vinculada a la Universitat Pompeu Fabra, des d'on promou la utilització dels nous mitjans tecnològics en la creació i difusió musical.

## Activitats
Des dels seus orígens, una de les raons de ser de Phonos era la necessitat de posar en comú els coneixements i recursos que es requerien per dissenyar i construir els instruments electrònics necessaris que constituïssin el seu laboratori per a la investigació i composició de música electroacústica. En aquest aspecte, Lluís Callejo com a enginyer electrònic va tenir un paper fonamental. Per la seva voluntat de promocionar la música electroacústica, Phonos va posar el laboratori i els seus instruments a disposició de compositors, intèrprets, professors i alumnes des del primer moment. Avui en dia l'accés a les tecnologies electròniques necessàries per a la composició i interpretació de música electroacústica és molt més fàcil, per això Phonos no ha de dedicar tants recursos a aquesta activitat. Alguns dels instruments electrònics pioners formen part avui de la col·lecció permanent del Museu de la Música de Barcelona.
Totes les activitats que ofereix Phonos es poden consultar a la seva web i es divideixen en diferents categories.

### Concerts de Phonos
Els cicles de concerts de Phonos es divideixen en quatre temàtiques:
- Interferències sonores és un cicle d'electrònica mixta.
- Altaveus! és un cicle de música acusmática (octofonia).
- Barcelona Laptop Orchestra és una orquestra resident que actualment s'ubica a l'ESMUC.
- Art Music of the world és un cicle de músiques clàssiques no occidentals.

### Ajudes a la creació
El programa d'ajudes a la creació té com a objectiu promoure i estimular la creació d'obres sonores que facin ús dels sistemes informàtics pel control i la creació musical, especialment els projectes que utilitzen tecnologies desenvolupades pel Music Technology Group de la Universitat Pompeu Fabra.